# Hiryū (tàu sân bay Nhật)
Hiryū (Nhật: 飛龍, Phi Long) là một tàu sân bay thuộc lớp Sōryū được cải biến của Hải quân Đế quốc Nhật Bản. Nó là một trong những tàu sân bay Nhật đã mở đầu Mặt trận Thái Bình Dương bằng cuộc tấn công Trân Châu Cảng. Sau khi bị hư hại nặng do không kích vào ngày 4 tháng 6 năm 1942 trong trận Midway, Hiryu chìm vào sáng ngày 5 tháng 6 năm 1942.

## Mô tả
Con tàu được chế tạo trong khuôn khổ các quy định của Hiệp ước Hải quân Washington đang có hiệu lực vào lúc đó, vốn giới hạn tải trọng và vũ khí trang bị trên các tàu chiến. Kết quả là, chiếc Hiryū và chiếc Sōryū cùng lớp tương đối nhỏ hơn so với các tàu sân bay hạm đội trong Chiến tranh thế giới thứ hai, với khả năng chở được khoảng 70 máy bay. So với con tàu chị em Sōryū, chiếc Hiryū có mạn tàu rộng hơn gần 1,2 m (4 ft), trọng lượng rẽ nước nặng tới hơn 2.000 tấn, đảo cấu trúc thượng tầng được đặt bên mạn trái tàu và lui hơn về phía đuôi của sàn đáp.  Đảo thượng tầng được bố trí bên mạn trái là một sự sắp xếp bất thường; và chỉ một chiếc tàu sân bay khác chia sẻ cùng tính năng này là con tàu sân bay Akagi. Chiếc Akagi cùng chiếc Hiryū được dự định để hoạt động trong một đội hình chiến thuật với các tàu sân bay bên mạn trái nhằm cải thiện mô hình bay chung quanh đội hình, nhưng việc thử nghiệm không được tiếp tục sau hai con tàu này.

## Thiết kế
Hiryū là một trong hai tàu sân bay lớn được phê duyệt đóng trong Chương trình bổ sung năm 1931–32. Ban đầu được thiết kế như là con tàu chị em của Sōryū, thiết kế của nó được phóng to và sửa đổi do sự cố của Hạm đội 4 và Tomozuru vào năm 1934–35 khiến nhiều tàu chiến Nhật trở nên không ổn định và suy giảm cấu trúc. phần trước của Hiryu được nâng cao lên và thân tàu cũng được củng cố, cùng với những thay đổi khác liên quan đến việc tăng cường sườn, tải trọng và lớp giáp bảo vệ.
Hiryu có tổng chiều dài 227,4 m (746 ft 1 in), sườn ngang 22,3 m (73 ft 2 in) và mớn nước 7,8 m (25 ft 7 in). Nó có tải trọng 17.600 tấn ở tải trọng tiêu chuẩn và 20.570 tấn ở tải trọng thông thường. Thủy thủ đoàn gồm 1.100 sĩ quan và quân nhân.

### Máy móc
Hiryū được trang bị bốn bộ tuốc bin hơi nước có bánh răng với tổng công suất 153.000 mã lực trục (114.000 kW), mỗi bộ dẫn động một trục các đăng, sử dụng hơi nước do tám nồi hơi ống nước Kampon cung cấp. Các tuốc bin và nồi hơi cũng giống như các tuốc bin được sử dụng trên các tàu tuần dương lớp Mogami. Thân tàu mỏng, kiểu tàu tuần dương với tỷ lệ chiều dài trên chùm là 10:1 đã mang lại cho nó tốc độ 34,3 hải lý/giờ (63,5 km/h; 39,5 mph), trở thành tàu sân bay nhanh nhất thế giới vào thời điểm đó. Về khả năng vận hành, Hiryū mang theo 4.400 tấn Anh (4.500 t) dầu nhiên liệu, giúp nó có tầm hoạt động 10.330 hải lý (19.130 km; 11.890 dặm) ở vận tốc 18 hải lý trên giờ (33 km/h; 21 mph). Sự hấp thụ của nồi hơi được chuyển sang mạn phải của tàu và cạn kiệt ngay dưới mức sàn đáp qua hai phễu cong xuống.

### Sàn đáp và nhà chứa máy bay
Sàn đáp dài 216,9 mét (711 ft 7 in), rộng 27 mét (88 ft 6 in) và bao trùm cả cấu trúc thượng tầng của nó ở cả hai đầu, được hỗ trợ bởi các cặp trụ. Hiryū là một trong hai tàu sân bay duy nhất từng được xây dựng có đảo ở mạn trái của con tàu (Akagi là chiếc còn lại). Nó cũng được bố trí xa hơn về phía sau và lấn chiếm chiều rộng của sàn đáp, không giống như Sōryū. Chín dây hãm ngang được lắp đặt trên sàn đáp có thể dừng một chiếc máy bay nặng 6.000 kg (13.000 lb). Một nhóm ba dây được bố trí xa hơn để cho phép con tàu hạ cánh máy bay qua mũi tàu, mặc dù điều này chưa bao giờ được thực hiện trong thực tế. Sàn đáp chỉ cao hơn mực nước biển 12,8 mét (42 ft) và các nhà thiết kế của con tàu đã giữ con số này ở mức thấp bằng cách giảm chiều cao của các nhà chứa máy bay. Nhà chứa máy bay phía trên cao 171,3 x 18,3 mét (562 x 60 ft) và có chiều cao xấp xỉ 4,6 mét (15 ft); thấp hơn là 142,3 x 18,3 mét (467 x 60 ft) và có chiều cao xấp xỉ 4,3 mét (14 ft). Cùng nhau, chúng có tổng diện tích xấp xỉ là 5.736 mét vuông (61.740 sq ft). Điều này gây ra vấn đề trong việc xử lý máy bay vì các cánh của máy bay ném ngư lôi Nakajima B5N "Kate" không thể bung ra cũng như không gập lại được trong nhà chứa máy bay phía trên.
Máy bay được vận chuyển giữa các nhà chứa máy bay và sàn đáp bằng ba thang máy, một thang phía trước bám sát đảo trên đường tâm và hai thang máy còn lại lệch sang mạn phải. Nền phía trước có kích thước 16 x 13 mét (52,5 ft × 42,75 ft), bệ giữa là 13 x 12 mét (42,75 ft × 39,3 ft) và bệ sau 11,8 x 13,0 mét (38,7 ft × 42,8 ft). Chúng có khả năng chuyển máy bay nặng tới 5.000 kg (11.000 lb). Hiryū có công suất máy bay thiết kế là 64 chiếc, cộng với 9 phụ tùng.

### Vũ trang
Vũ khí phòng không chính của Hiryū bao gồm sáu bệ pháo đôi được trang bị pháo kép Kiểu 89 12,7 cm gắn trên các bệ phóng, ba bệ ở hai bên thân tàu sân bay. Khi bắn vào các mục tiêu bề mặt, súng có tầm bắn 14.700 mét (16.100 yd); chúng có trần hoạt động tối đa là 9.440 mét (30.970 ft) ở độ cao tối đa là +90 độ. Tốc độ bắn tối đa của chúng là 14 phát/phút, nhưng tốc độ bắn duy trì của chúng là khoảng tám phát mỗi phút. Con tàu được trang bị hai hệ thống điều khiển hỏa lực Kiểu 94 để điều khiển các khẩu pháo 12,7 cm (5,0 in), một khẩu cho mỗi bên tàu; hệ thống điều khiển phía mạn phải nằm trên đỉnh đảo và hệ thống còn lại được bố trí dưới mức sàn đáp ở mạn trái.
Vũ khí phòng không hạng nhẹ của con tàu bao gồm bảy bệ súng ba nòng và năm bệ súng nòng đôi dành cho các khẩu pháo 25 mm Kiểu 96 Hotchkiss được cấp phép chế tạo. Hai trong số ba giá treo được đặt trên một bệ ngay dưới đầu phía trước của sàn đáp. Khẩu súng này là vũ khí phòng không hạng nhẹ tiêu chuẩn của Nhật Bản trong Chiến tranh thế giới thứ hai, nhưng nó mắc phải những thiếu sót nghiêm trọng về thiết kế khiến nó hầu như không hiệu quả. Theo nhà sử học Mark Stille, vũ khí này có nhiều lỗi, bao gồm: Không có khả năng "xử lý các mục tiêu tốc độ cao vì nó không thể được huấn luyện hoặc nâng lên đủ nhanh bằng tay hoặc sức mạnh, tầm nhìn của nó không đủ cho các mục tiêu tốc độ cao, nó sở hữu độ giật quá lớn cũng như những phát nổ ở họng súng, và các ổ đạn của nó quá nhỏ để duy trì tốc độ bắn cao". Những khẩu pháo 25 mm (1 in) này có tầm bắn hiệu quả 1.500–3.000 mét (1.600–3.300 yd) và trần hoạt động hiệu quả 5.500 mét (18.000 ft) ở góc +85 độ. Tốc độ bắn hiệu quả tối đa chỉ nằm trong khoảng 110 đến 120 phát mỗi phút vì thường xuyên phải thay băng đạn mười lăm viên. Các khẩu Type 96 được điều khiển bởi 5 khẩu Type 95, hai khẩu ở mỗi bên và một khẩu ở mũi tàu.

### Bọc giáp
Hiryū có vành đai giáp với độ dày tối đa 150 mm (5,9 in) trên các hầm đạn, độ dày giáp giảm xuống 90 mm (3,5 in) trên khoang chứa máy móc và bể chứa xăng máy bay. Nó được hỗ trợ bởi một vách ngăn chống mảnh bên trong. Boong của con tàu dày 25 milimét (0,98 in) trên khoang chứa máy móc và dày 55 milimét (2,2 in) trên các hầm đạn và bình chứa xăng máy bay.

## Lịch sử hoạt động
Vào năm 1941, dưới sự chỉ huy của hạm trưởng Tomeo Kaku, Hiryū được biên chế vào Hạm đội Tàu sân bay 2. Vào ngày 7 tháng 12 năm 1941 nó cùng Hạm đội đặc nhiệm tham dự trận Trân Châu Cảng. Nó tung ra một đợt không kích nhắm vào đảo Oahu: mười chiếc B5N Kate nhắm vào các thiết giáp hạm Arizona và California, tám chiếc B5N Kate nhắm vào chiếc West Virginia, Oklahoma và Helena, trong khi đó sáu chiếc A6M Zero tấn công các sân bay Wheeler và Barbers Point.
Từ ngày 21 đến ngày 23 tháng 12 năm 1941, Hiryū tung ra các đợt không kích nhắm vào đảo Wake. Vào tháng 1 năm 1942 nó hỗ trợ cuộc chiếm đóng Ambon tại quần đảo Maluku. Vào ngày 19 tháng 2, cùng với con tàu chị em Sōryū, Hiryū tung ra đợt không kích vào Darwin (Úc).
Vào tháng 3 năm 1942 nó tham gia Trận chiến biển Java, tấn công tàu bè quân Đồng Minh tại Cilacap Regency và đảo Christmas, đánh chìm tàu buôn Hà Lan Poelau Bras. Vào tháng 4 năm 1942, Hiryū tham gia trận Không kích Ấn Độ Dương, tung ra các đợt không kích vào các căn cứ của Hải quân Hoàng gia Anh ở Colombo và Trincomalee tại Sri Lanka, hỗ trợ đánh chìm các tàu tuần dương Cornwall và Dorsetshire cùng tàu sân bay Hermes và tàu khu trục Australia HMAS Vampire đi theo hộ tống.
Vào ngày 19 tháng 4 năm 1942 nó truy đuổi các tàu sân bay Mỹ Hornet và Enterprise sau cuộc Không kích Doolittle, nhưng không thành công.

### Trân Châu Cảng và các hoạt động kế tiếp
Vào tháng 11 năm 1941, Hạm đội Liên hợp của Hải quân Đế quốc Nhật Bản, do Đô đốc Yamamoto Isoroku chỉ huy, chuẩn bị tham gia vào việc Nhật Bản bắt đầu một cuộc chiến tranh chính thức với Hoa Kỳ bằng cách tiến hành một cuộc tấn công phủ đầu vào căn cứ Hạm đội Thái Bình Dương của Hải quân Hoa Kỳ tại Trân Châu Cảng, Hawaii. Vào ngày 22 tháng 11, Hiryū, dưới sự chỉ huy của Thuyền trưởng Kaku Toemo, và phần còn lại của Kido Butai, dưới sự chỉ huy của Phó Đô đốc Nagumo Chūichi và bao gồm sáu tàu sân bay thuộc các Sư đoàn Tàu sân bay số 1, 2 và 5, tập hợp tại Vịnh Hitokappu trên đảo Etorofu. Hạm đội rời Etorofu vào ngày 26 tháng 11  và đi theo hướng băng qua bắc-trung Thái Bình Dương để tránh các tuyến vận tải thương mại. Hiện là soái hạm của Sư đoàn Tàu sân bay số 2, con tàu có 21 máy bay chiến đấu Mitsubishi A6M Zero, 18 máy bay ném bom bổ nhào Aichi D3A "Val" và 18 máy bay ném ngư lôi Nakajima B5N "Kate". Từ vị trí cách Oahu 230 hải lý (430 km; 260 mi) về phía bắc, Hiryū và năm tàu sân bay khác đã phóng hai đợt máy bay vào sáng ngày 7 tháng 12 năm 1941 theo giờ Hawaii.
Trong đợt đầu tiên, 8 máy bay ném ngư lôi B5N được cho là sẽ tấn công các tàu sân bay thường đóng ở phía tây bắc của Đảo Ford, nhưng không có chiếc nào ở Trân Châu Cảng ngày hôm đó; 4 trong số các phi công của B5N chuyển hướng sang mục tiêu phụ của họ, các con tàu được neo đậu dọc theo "Cầu tàu 1010", nơi mà soái hạm của hạm đội thường neo đậu. Con tàu đó, , đang ở ụ cạn và vị trí của nó bị tàu tuần dương hạng nhẹ Helena và tàu quét mìn Oglala chiếm giữ; cả bốn quả ngư lôi đều trượt mục tiêu. Bốn phi công khác tấn công các thiết giáp hạm West Virginia và Oklahoma. 10 chiếc B5N còn lại được giao nhiệm vụ thả những quả bom xuyên giáp nặng 800 kg (1.800 lb) xuống các thiết giáp hạm đóng ở phía đông nam của Đảo Ford ("Battleship Row") và có thể đã thả trúng một hoặc hai quả vào chúng, ngoài việc gây ra một vụ nổ hầm đạn trên chiến hạm Arizona khiến nó bị đánh chìm với thiệt hại nặng nề về nhân mạng. 6 chiếc A6M Zeros bị lạc đang đậu tại Trạm Không quân Thủy quân lục chiến Ewa (MCAS Ewa), tuyên bố 22 chiếc bị phá hủy.
Đợt tấn công thứ hai bao gồm 9 Zeros và 18 D3A, một trong số chúng bị hủy bỏ do các vấn đề cơ học. Trạm Hàng không Hải quân trước đây nằm giữa Vịnh Kaneohe trước khi chuyển sang tấn công Sân bay Quân sự Bellows. Họ đánh lạc hướng sân bay và bắn hạ hai máy bay chiến đấu Curtiss P-40 đang cố gắng cất cánh khi Zeros đến và một máy bay ném bom hạng nặng Boeing B-17 Flying Fortress trước đó đã chuyển hướng khỏi Sân bay quân sự Hickam, đồng thời phá hủy một máy bay quan sát Stinson O-49 máy bay trên mặt đất vì mất một chiếc. Các máy bay chiến đấu với số đạn dược còn lại đã tiêu hao hết nó trong MCAS Ewa, điểm hẹn cho các máy bay chiến đấu đợt thứ hai. D3A đã tấn công các tàu khác nhau ở Trân Châu Cảng, nhưng không thể xác định máy bay nào đã tấn công tàu nào. Hai chiếc D3A từ Hiryū bị mất trong cuộc tấn công, một chiếc do Thiếu úy George Welch bắn hạ.
Trong khi trở về Nhật Bản sau cuộc tấn công, Phó đô đốc Nagumo Chūichi, chỉ huy hạm đội 1, đã ra lệnh cho Sōryū và Hiryū tách ra vào ngày 16 tháng 12 để tấn công những người bảo vệ đảo Wake, những người đã đánh bại cuộc tấn công đầu tiên của quân Nhật trên đảo. Hai tàu sân bay đến khu vực lân cận hòn đảo vào ngày 21 tháng 12 và phóng 29 chiếc D3A và 2 chiếc B5N, được hộ tống bởi 18 chiếc Zeros, để tấn công các mục tiêu mặt đất. Họ không gặp phải sự kháng cự nào trên không và phóng 35 chiếc B5N và 6 chiếc A6M Zeros vào ngày hôm sau. Họ bị đánh chặn bởi 2 máy bay chiến đấu Grumman F4F Wildcat còn sống sót của Phi đội Máy bay Chiến đấu Thủy quân lục chiến VMF-211. Wildcats đã bắn hạ 2 B5N  trước khi chúng bị PO3c Isao Towara bắn hạ. Lực lượng đồn trú đầu hàng vào ngày hôm sau sau khi quân Nhật đổ bộ.
Các tàu sân bay đến Kure vào ngày 29 tháng 12. Họ được biên chế cho Lực lượng miền Nam vào ngày 8 tháng 1 năm 1942 và khởi hành 4 ngày sau đó đến Đông Ấn thuộc Hà Lan. Các tàu hỗ trợ cuộc xâm lược Quần đảo Palau và Trận Ambon, tấn công các vị trí của Đồng minh trên đảo vào ngày 23 tháng 1 với 54 máy bay. Bốn ngày sau, các tàu sân bay tách ra 18 chiếc Zeros và 9 chiếc D3A để hoạt động từ các căn cứ trên bộ để hỗ trợ các hoạt động của Nhật Bản trong Trận Borneo.  Hiryū và Sōryū đến Palau vào ngày 28 tháng 1 và chờ đợi sự xuất hiện của các tàu sân bay Kaga và Akagi. Tất cả bốn tàu sân bay đều rời Palau vào ngày 15 tháng 2 và tiến hành các cuộc không kích nhằm vào Darwin, Australia, bốn ngày sau đó. Hiryū đã đóng góp 18 B5N, 18 D3A và 9 Zeros cho cuộc tấn công. Máy bay của nó tấn công các tàu trong cảng và các cơ sở của nó, đánh chìm hoặc đốt cháy ba tàu và làm hư hại hai tàu khác. Zeros đã phá hủy 1 chiếc P-40E khi nó đang cất cánh, 2 thủy phi cơ PBY Catalina hợp nhất trên mặt nước và một chiếc Zero buộc phải hạ cánh khẩn cấp sau khi bị chiếc P-40E của Lực lượng Phòng không Lục quân Hoa Kỳ (USAAF) truy đuổi.
Hiryū và các tàu sân bay khác đến Vịnh Staring trên Đảo Celebes vào ngày 21 tháng 2 để tiếp tế và nghỉ ngơi trước khi khởi hành bốn ngày sau đó để hỗ trợ cuộc xâm lược Java.  Vào ngày 1 tháng 3 năm 1942, chiếc D3A của con tàu đã làm hư hại tàu khu trục USS Edsall, đủ để nó bị các tàu tuần dương Nhật Bản bắt và đánh chìm. Cuối ngày hôm đó, các máy bay ném bom bổ nhào đã đánh chìm tàu chở dầu USS Pecos. Bốn tàu sân bay đã tiến hành một cuộc không kích gồm 180 máy bay nhằm vào Tjilatjep vào ngày 5 tháng 3 và đốt cháy thị trấn, đánh chìm năm tàu nhỏ và làm hư hại chín chiếc khác mà sau đó phải đánh đắm.  Hai ngày sau, họ tấn công Đảo Giáng Sinh và máy bay của Hiryū đánh chìm tàu vận tải Poelau Bras của Hà Lan trước khi quay trở lại Vịnh Staring vào ngày 11 tháng 3  để tiếp tế và huấn luyện cho cuộc tập kích Ấn Độ Dương sắp xảy ra. Cuộc đột kích này nhằm đảm bảo cho Miến Điện, Malaya và Đông Ấn Hà Lan mới được chinh phục trước bất kỳ cuộc tấn công nào của Đồng minh bằng cách phá hủy các cơ sở và lực lượng căn cứ ở phía đông Ấn Độ Dương.

### Trận Midway
Vào tháng 5 năm 1942, Hiryū bắt đầu chuyến hải hành cuối cùng. Lực lượng máy bay của nó bao gồm 21 máy bay tiêm kích A6M "Zero", 21 máy bay ném bom bổ nhào Aichi D3A "Val" và 21 máy bay ném bom-ngư lôi Nakajima B5N "Kate". Lưu trữ ngày 5 tháng 2 năm 2007 tại Wayback Machine Vào ngày 4 tháng 6 năm 1942 nó tham gia trận Midway,khi tung ra đợt tấn công vào đảo Midway lúc 4 giờ 30 sáng, tiêu diệt các máy bay và phá hủy căn cứ. Sau khi những con tàu sân bay Kaga, Sōryū và Akagi bị loại khỏi vòng chiến do không kích, khoảng 10 giờ 25 phút, Hiryū là chiếc tàu sân bay Nhật duy nhất còn lại. Nó tung ra hai đợt tấn công vào lúc 10 giờ 50 phút và 12 giờ 45 phút bằng bom và ngư lôi nhắm vào chiếc Yorktown, gây hư hại nặng (Yorktown bị đánh chìm sau đó bởi tàu ngầm Nhật I-168).

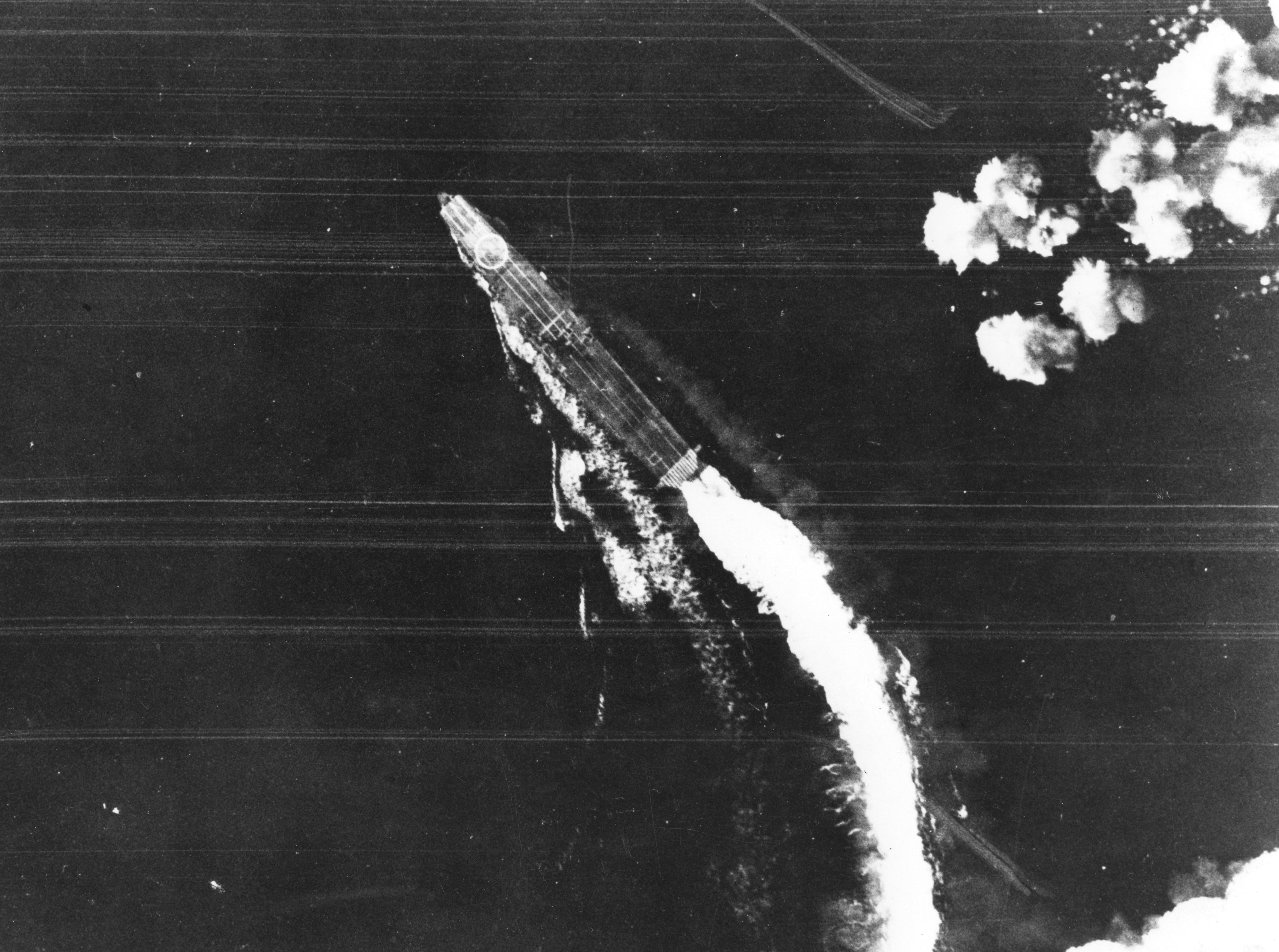
Hiryū dưới đợt tấn công của các máy bay ném bom B-17 trong trận Midway.

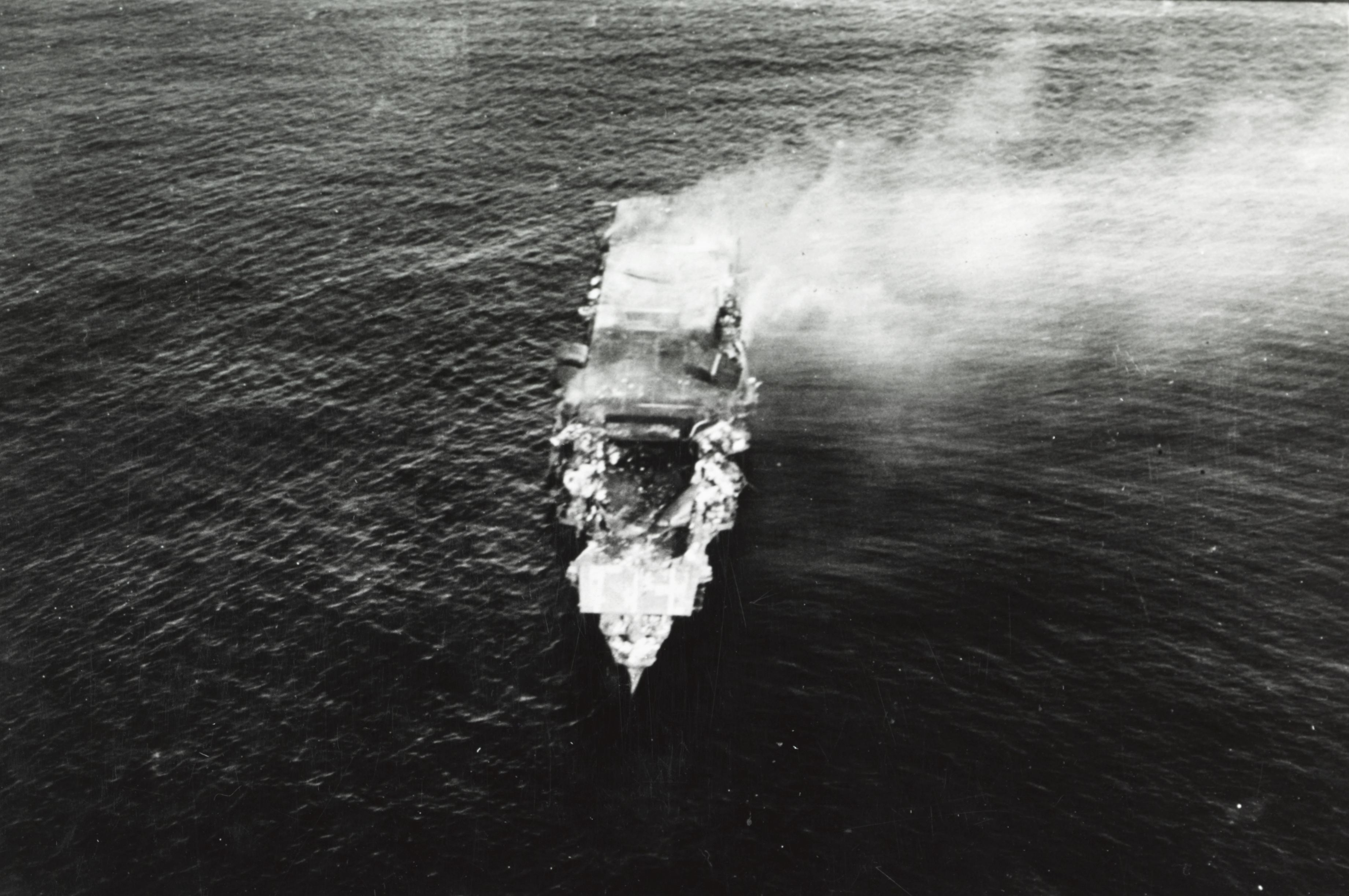
Hiryū không lâu trước khi bị chìm trong trận Midway.

Các máy bay trinh sát Nhật đã tìm thấy các tàu sân bay Mỹ còn lại, và mọi máy bay còn sống sót của Hạm đội Tàu sân bay đã hạ cánh trên chiếc Hiryū để được vũ trang và tiếp nhiên liệu; nhưng trong khi đang chuẩn bị tung ra đợt tấn công thứ ba, Hiryū bị tấn công lúc 17 giờ 03 phút bởi 42 chiếc máy bay ném bom bổ nhào SBD Dauntless từ các tàu sân bay Enterprise và Hornet. Nó bị đánh trúng bốn quả bom 453,6 kg (1.000 lb), ba quả phía trước sàn đáp và một quả trúng (hoặc nổ) gần thang nâng phía trước. Các vụ nổ đã làm bùng lên các đám cháy trên những chiếc máy bay trong sàn chứa.
Cho dù động cơ của chiếc Hiryū không bị ảnh hưởng, các đám cháy đã không thể kiểm soát được. Vào lúc 21 giờ 23 phút các động cơ của nó ngừng hoạt động, và đến 1 giờ 58 phút rạng sáng ngày 5 tháng 6 một tiếng nổ lớn làm rung chuyển con tàu. Lệnh bỏ tàu được đưa ra không lâu sau đó, và những người còn sống sót được cứu vớt bởi các tàu khu trục Kazagumo và Makigumo. Chuẩn Đô đốc Yamaguchi Tamon và thuyền trưởng Kaku đã ở lại trên tàu Hiryū khi nó bị đánh chìm lúc 5 giờ 10 phút sáng bởi ngư lôi phóng ra từ chiếc Makigumo. Nó chìm lúc 9 giờ 12 phút, mang theo 35 người cùng 350 người khác bị giết bởi bom, các vụ nổ và đám cháy trên tàu. 35 người được Hải quân Hoa Kỳ vớt được và bị bắt làm tù binh. Quyết định khăng khăng đi theo con tàu của Đô đốc Yamaguchi khiến Hải quân Nhật mất đi một trong những đô đốc xuất sắc và nhiều kinh nghiệm của họ.

## Danh sách thuyền trưởng
- Takatsugu Jojima (sĩ quan trang bị trưởng): 10 tháng 8 năm 1938- 15 tháng 12 năm 1938
- Ryuzo Takenaka (sĩ quan trang bị trưởng): 15 tháng 12 năm 1938 - 1 tháng 4 năm 1939
- Ryuzo Takenaka: 1 tháng 4 năm 1939 - 15 tháng 11 năm 1939
- Ichibei Yokokawa: 15 tháng 11 năm 1939 - 15 tháng 11 năm 1940
- Shikazo Yano: 15 tháng 11 năm 1940 - 8 tháng 9 năm 1941
- Tomeo Kaku: 8 tháng 9 năm 1941 - 5 tháng 6 năm 1942 (tử trận tại Midway)